# Kachagondanahalli, Bhadravati
Kachagondanahalli là một làng thuộc tehsil Bhadravati, huyện Shimoga, bang Karnataka, Ấn Độ.